# United Airlines Holdings
Die United Airlines Holdings, Inc. (Tickersymbol UAL) entstand 2010 als Dachgesellschaft im Rahmen des Fusionsprozesses der beiden US-amerikanischen Fluggesellschaften United Airlines und Continental Airlines sowie mehrerer Tochterunternehmen und ist seither die Muttergesellschaft der aus der Fusion hervorgegangenen United Airlines. Zunächst firmierte das Unternehmen als United Continental Holdings, im Jahr 2019 erfolgte die Umbenennung in United Airlines Holdings.

## Unternehmen
Die United Continental Holdings (UCH) wurde am 1. Oktober 2010 infolge der am 3. Mai 2010 verkündeten Fusion von United Airlines und Continental Airlines gegründet. Faktisch übernahm United dabei Continental für ca. 3,2 Milliarden US-Dollar per Aktientausch. Es entstand somit, gemessen an den Passagierkilometern, die größte Fluggesellschaft der Welt. Für die fusionierte Fluggesellschaft wurde der Name United Airlines, als Tochterunternehmen von United Continental Holdings,  behalten, während der Name Continental Airlines aufgegeben wurde. Am 3. März 2012 fand unter anderem im Zuge der Zusammenlegung der beiden Computersysteme der letzte Flug der Continental Airlines statt; bis zu dem Datum waren die beiden Airlines als separate Fluggesellschaften unter dem gleichen Dach betrieben worden. Der komplette Abschluss der fusionsgefolgten Integration, bspw. auch im Hinblick auf das zunächst weiterhin getrennt arbeitende fliegende Personal der beiden zusammengeführten Airlines, wurde letztendlich am 1. Oktober 2018 vollzogen. Die Gesellschaft führt das jeweils von der Luftfahrtbehörde FAA vergebene Air Operator Certificate von Continental Airlines und das Wartungsstationszeugnis (repair station certificate) von United Airlines weiter. Das neue Unternehmenslogo ist eine Kombination aus dem ehemaligen UNITED-Schriftzug von United Airlines und dem Globus-Symbol von Continental Airlines.
Die United Continental Holdings ist die Rechtsnachfolgerin der UAL Corporation, welche bis 2010 als Muttergesellschaft von United Airlines fungierte. Zu UAL Corporation gehörten die Fluglinie United Airlines, der Regionalverbund von Zubringer-Fluggesellschaften United Express, die Fracht-Division United Cargo sowie mit United Services die Sparte der Flugzeugwartung. Zu Continental Airlines gehörten die gleichnamige Fluglinie, die Regionalverbunde von Zubringer-Fluggesellschaften Continental Express und Continental Connection, die Regional-Airline und Tochtergesellschaft Continental Micronesia mit Sitz auf Guam, die Fracht-Division Continental Cargo sowie die eigene Catering-Gesellschaft Chelsea Food Services.
Die Drehkreuze der fusionierten Gesellschaft sind die Flughäfen von Chicago, Denver, Houston, Los Angeles, Newark, San Francisco, Washington D.C., Guam und Tokio.
Präsident (president) und CEO der United Continental Holdings war ab 2010 Jeffrey Smisek, welcher bis zur Fusion CEO von Continental Airlines war. Der ehemalige CEO von United Airlines, Glenn Tilton, blieb bis Ende 2012 Vorsitzender des Board of Directors  von UCH (chairman of the board) und wechselte danach in eine Aufsichtsrats-Funktion innerhalb des Board (non-executive chairman). Ende 2012 übernahm Smisek auch die Funktion des Vorsitzenden. Nach dem Rücktritt Smiseks von allen Ämtern Anfang September 2015 folgte ihm der neue CEO von United, Oscar Munoz, als Präsident, CEO und Vorsitzender der UCH nach.
Die Firmenzentrale der United Continental Holdings wurde, wie damals der Hauptsitz von United Airlines, im United Building in Chicago, Illinois, angesiedelt. Die Unternehmenszentrale von Continental Airlines in Houston wurde bis auf wenige verbleibende Abteilungen aufgegeben. Mitte Juli 2013 wurde das United Building in Chicago aufgegeben. Seither befindet sich die Verwaltung von UCH, genau wie die Firmenzentrale von United Airlines (headquarters), im ca. 1,5 km entfernten Willis Tower, wo bereits 2010 die Betriebszentrale (operations center) von United eingemietet worden war.
Am 27. Juni 2019 benannte sich das Unternehmen um in United Airlines Holdings.